# Michał Nowaczyk
Michał Nowaczyk (Łódź, 26 luglio 1996) è uno snowboarder polacco, specializzato in slalom gigante parallelo e slalom parallelo.

## Biografia
Specializzato in slalom gigante parallelo e slalom parallelo e attivo in gare FIS dal gennaio 2012, Nowaczyk ha debuttato in Coppa del Mondo il 18 dicembre 2014, giungendo 49º nello slalom parallelo di Montafon, e ha ottenuto il.suo primo podio il 9 gennaio 2021, chiudendo 2º nel gigante parallelo di Scuol vinto dal russo Igor' Sluev.
In carriera ha preso parte a una rassegna olimpica e a tre iridate.

## Palmarès

### Coppa del Mondo
- Miglior piazzamento nella Coppa del Mondo di parallelo: 20º nel 2021
- Miglior piazzamento nella Coppa del Mondo di slalom gigante parallelo: 13º nel 2021
- Miglior piazzamento nella Coppa del Mondo di slalom parallelo: 21º nel 2022
- 1 podio:
  - 1 secondo posto

### Coppa Europa
- 4 podi:
  - 3 vittorie
  - 1 terzo posto

#### Coppa Europa - vittorie
| Data             | Luogo     | Paese    | Disciplina |
| ---------------- | --------- | -------- | ---------- |
| 10 dicembre 2017 | Hochfügen | Germania | PGS        |
| 3 marzo 2019     | Davos     | Svizzera | PSL        |
| 17 gennaio 2021  | Simonhöhe | Austria  | PGS        |

Legenda:

PGS = Slalom gigante parallelo

PSL = Slalom parallelo